# Così ha inizio il male
Così ha inizio il male è un romanzo dello scrittore spagnolo Javier Marías pubblicato nel 2014.

## Trama
Nel 1980 il giovane laureato Juan De Vere viene assunto dal regista Eduardo Muriel per fargli da assistente; avrà così modo di osservare la vita di coppia di Muriel con la moglie Beatriz e di notare la freddezza del loro rapporto. Nel frattempo il regista gli affida l'incarico di indagare su un suo amico, il dottor Van Vechten, e sui suoi comportamenti durante la dittatura franchista.

## Il romanzo
Come in altri romanzi di Marías, il titolo è desunto da una frase di William Shakespeare tratta dall'Amleto, Atto 3 Scena 4, "Thus bad begins and worse remains behind" ("Così ha inizio il male e il peggio è alle spalle").
Nel romanzo sono citati vari episodi storici legati alla dittatura di Francisco Franco; vi sono inoltre alcuni protagonisti secondari che sono esponenti del mondo del cinema realmente esistenti e che nel corso della trama interagiscono in vari modi con il regista Muriel: tra essi l'attore Herbert Lom, il produttore Harry Alan Towers e il regista Jesús Franco.
Sono citati infine nel corso del romanzo molti film in qualche modo legati a questi personaggi.
Infine tra i personaggi vi è un amico del regista, il filologo erudito Francisco Rico, realmente esistente.

## La critica
Per il quotidiano El Pais, Così ha inizio il male è il libro dell'anno per il 2014.
Su Famiglia Cristiana così scrive Paolo Perazzolo: "Ancora una volta Javier Marías indaga affondando il bisturi della sua scrittura la forza delle passioni, le dinamiche di coppia, il peso dei tradimenti, legando abilmente una vicenda intima e privata a una questione nazionale [...] Javier Marías ha costruito ancora una volta un romanzo potente e affascinante, un thriller sui misteri della coppia e sui segreti di una nazione, sul persistere del passato, sul perdono e sulla condanna senza appello". 
Giuseppe Fantasia sull'Huffington Post lo ha recensito in maniera positiva.

## Edizioni
- Javier Marías, Così ha inizio il male, traduzione di Maria Nicola, Einaudi, 2015,  p. 473, ISBN 978-88-0623-166-8.